# Eve V. Clark
Eve Vivienne Clark (1942) é uma psicolinguista conhecida por seus trabalhos sobre aquisição de língua materna, especialmente aquisição de semântica. É professora na Universidade de Stanford. Suas pesquisas notabilizaram-se por, entre outros motivos, colocarem interação e comunicação como fatores cruciais para o processo de aprendizagem.